# Storpotten
Storpotten är en sjö i Luleå kommun i Norrbotten och ingår i Råneälvens huvudavrinningsområde. Sjön är 7,9 meter djup, har en yta på 0,0791 kvadratkilometer och befinner sig 79 meter över havet.

## Delavrinningsområde
Storpotten ingår i det delavrinningsområde (734143-178418) som SMHI kallar för Mynnar i Kvarnån. Medelhöjden är 81 meter över havet och ytan är 16,16 kvadratkilometer. Räknas de 3 avrinningsområdena uppströms in blir den ackumulerade arean 26,59 kvadratkilometer. Ronningsbäcken (Grundtjärnsbäcken) som avvattnar avrinningsområdet har biflödesordning 3, vilket innebär att vattnet flödar genom totalt 3 vattendrag innan det når havet efter 37 kilometer. Avrinningsområdet består mestadels av skog (80 procent). Avrinningsområdet har 0,42 kvadratkilometer vattenytor vilket ger det en sjöprocent på 2,6 procent.